# Jonge vrouwen aan de oever van de Seine (zomer)
Jonge vrouwen aan de oever van de Seine (zomer), of Les Demoiselles des bords de la Seine (été) in het Frans, is een schilderij van Gustave Courbet uit 1857. Sinds 1906 maakt het deel uit van de collectie van het Petit Palais in Parijs.

## Geschiedenis
Courbet schilderde het werk tussen eind 1856 en begin 1857. Hij presenteerde het aan de jury van de Parijse Salon, die het aanvaarde, zodat het vanaf 15 juni samen met vijf andere schilderijen (drie landschappen en twee portretten) te zien was.
Étienne Baudry, vriend en beschermheer van Courbet, kocht het schilderij en liet het vervolgens na aan Juliette Courbet, de zus van de schilder. Zij schonk het in 1906 aan de Franse staat.

## Voorstelling
Op het schilderij zijn twee jonge vrouwen uit de stad te zien die op een warme zomerdag in het gras onder drie eikenbomen liggen, aan de waterkant. De voorste vrouw neemt een groot deel van het schilderij in beslag. Ze ligt op haar buik, gekleed in een jurk met witte patronen. De tweede vrouw draagt een rode jurk en houdt een boeket bloemen vast. Ze laat haar hoofd, waarop ze een hoed draagt, rusten op haar hand en kijkt in de verte, richting het water. De boot waarmee ze aangekomen zijn, ligt aangemeerd. Op de bodem zijn een hoed en stoffen afgebeeld. Rechts, aan de voet van een boom, is een hoed met bloemen erop te zien.
De Seine, waarvan de andere oever in de rechterbovenhoek nog net te zien is, speelt op dit schilderij nog een bescheiden rol. Een generatie later zouden de impressionisten de potentie van de rivier ten volle benutten in hun werken.
Door het grote formaat van het schilderij, ongebruikelijke voor een genrescène, en het onbeschaamde realisme van de voorstelling veroorzaakten tijdens de Salon een schandaal. Courbets imago als provocateur werd ermee bevestigd. De toeschouwers in die tijd herkenden in de vrouwen onmiddellijk twee prostituees. Vrouwen van goede komaf zouden zich nooit liggend op de grond laten afbeelden. De voorste vrouw ligt zelfs in onderkleding, haar jurk ligt als kussen onder haar hoofd. De relatie tussen de vrouwen blijft onduidelijk, mogelijk gaat het om een lesbisch koppel. Omdat de hoed in de boot aan een man toebehoort, zijn er nog veel andere erotische interpretaties mogelijk.
De socialistische filosoof Pierre-Joseph Proudhon schreef uitvoerig over het schilderij. Hoewel hij bevriend was met de schilder, laat zijn beschrijving iets van de afschuw zien die het schilderij opwekte:

Ze zijn noch getrouwd, noch weduwe, dit is op het eerste gezicht duidelijk; ze zijn niet eens verloofd, misschien door hun eigen schuld, en daarom zie je ze ondergedompeld in hun gedachten. (...) De eerste is een mooie brunette, met geaccentueerde, enigszins viriele gelaatstrekken, de gelaatstrekken die een vrouw van achttien tot tweeëntwintig jaar een satanische verleiding bezorgen. Ze ligt op het gras en drukt met haar brandende borst op de aarde; haar ogen, half open, zwemmen in een erotische mijmering. (...) We hebben een instinctieve angst voor deze wezens (...). Er zit een vampier in hen.

(elles ne sont ni mariées ni veuves, cela se voit du premier coup ; elles ne sont pas même promises, peut-être par leur faute, et c’est pourquoi vous les voyez plongées dans leurs réflexions. (...) La première est une belle brune, aux traits accentués, légèrement virils, de ces traits qui donnent à une femme de dix-huit à vingt-deux ans des séductions sataniques. Elle est étendue sur l’herbe, pressant la terre de sa poitrine brûlante ; ses yeux, à demi ouverts, nagent dans une érotique rêverie. (...) On a une peur instinctive de ces créatures (...). Il y a en elles du vampire.)
— Pierre-Joseph Proudhon (1865)

## Afbeeldingen

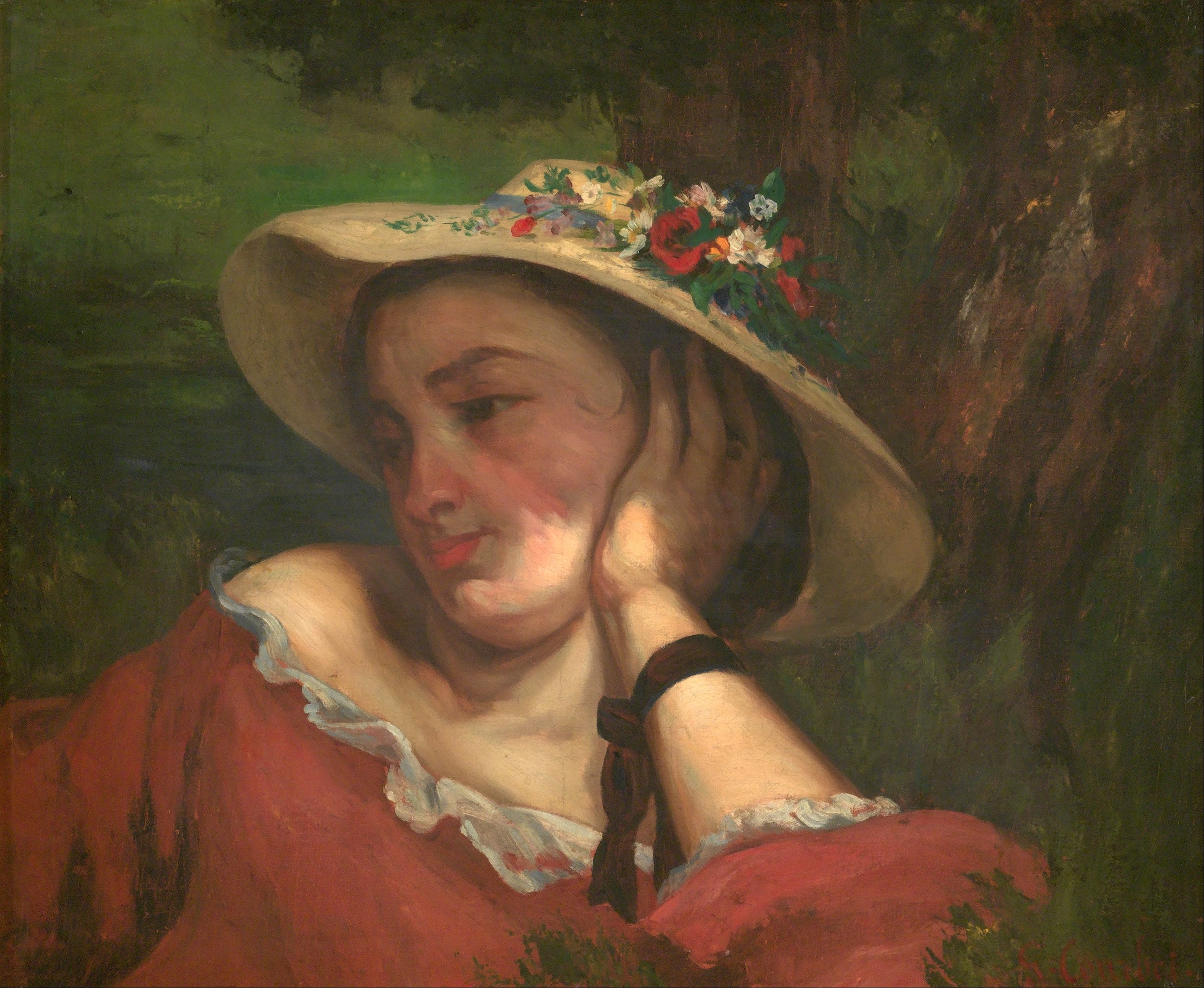
Voorbereidende schets van een vrouw
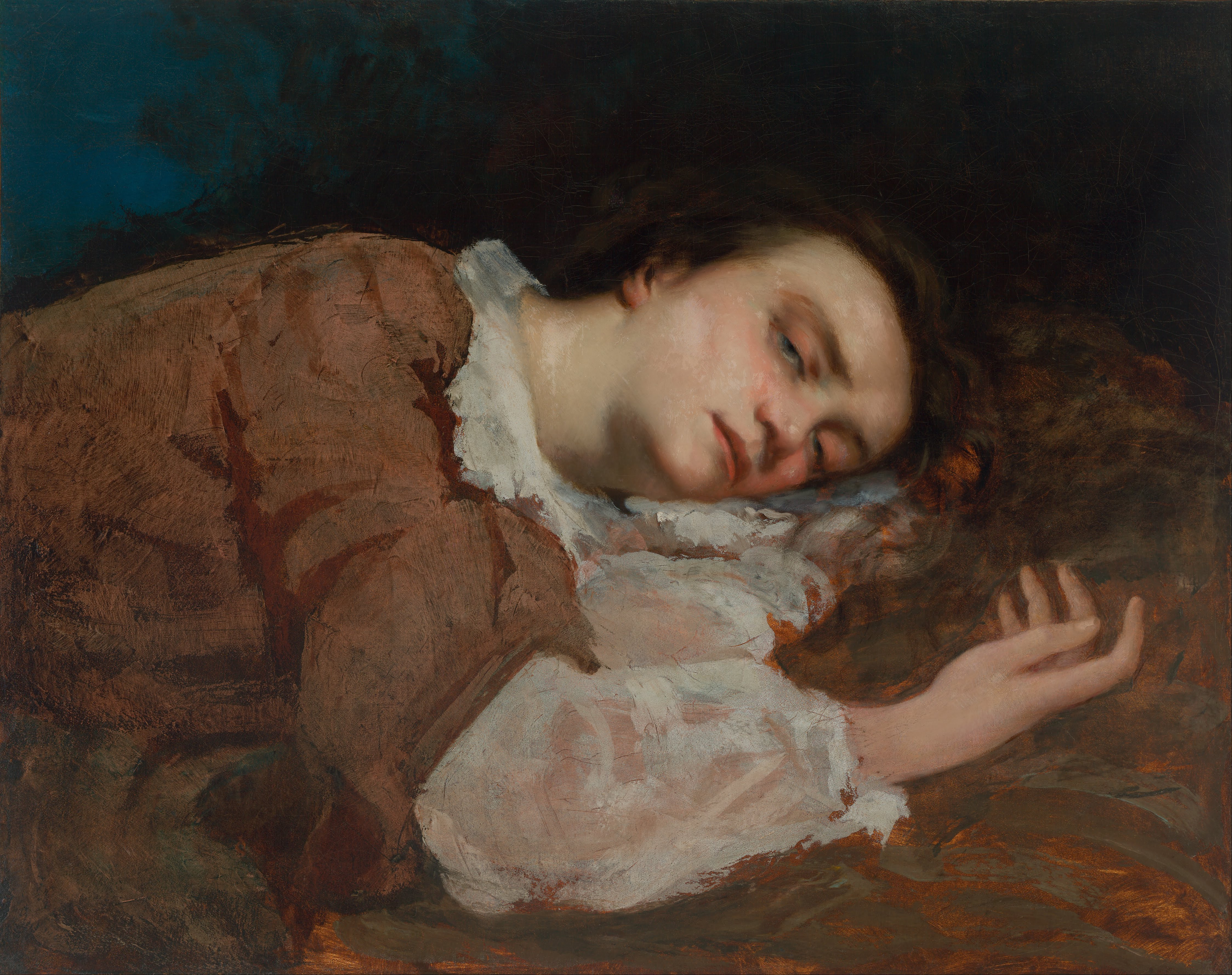
Voorbereidende schets van een vrouw